# HMCS Nootka (R96)
HMCS Nootka (R96/DDE 213) là một tàu khu trục lớp Tribal được xưởng tàu của hãng Halifax Shipyards, tại Halifax, Canada chế tạo cho Hải quân Hoàng gia Canada, và đã phục vụ từ năm 1946 đến năm 1964. Tên nó được đặt theo tên người Nuu-chah-nulth bản địa của Canada.
Nó được mang cái tên Nootka đang khi được chế tạo sau khi Hải quân Hoàng gia Canada đổi tên chiếc tàu quét mìn lớp Fundy HMCS Nootka (J35) thành HMCS Nanoose (J35) vào năm 1943.
Nootka được nhập biên chế cùng Hải quân Hoàng gia Canada vào ngày 7 tháng 8 năm 1946 tại Halifax. Nó phục vụ như một tàu huấn luyện cho Hạm đội Đại Tây Dương cho đến khi được cải biến thành một tàu khu trục hộ tống sau khi được cho xuất biên chế vào ngày 15 tháng 8 năm 1949.
Trong quá trình cải biến, các khẩu pháo 4,7 inch được thay thế bằng pháo 4 inch, và tháp pháo "Y" được tháo dỡ để thay thế bằng hai bệ Squid Mark IV chống tàu ngầm ba nòng. Nó cũng được nhận hai bệ pháo Boffin và một khẩu Bofors 40 mm nòng đơn trên bệ Oerlikon 20 mm vận hành bằng điện. Nó được nhận ký hiệu lườn mới DDE 213 vào tháng 1 năm 1950, và đã rời Halifax để đi sang Triều Tiên vào tháng 12 năm 1950; băng qua kênh đào Panama cho lượt đầu tiên trong hai lượt phục vụ trong Chiến tranh Triều Tiên.

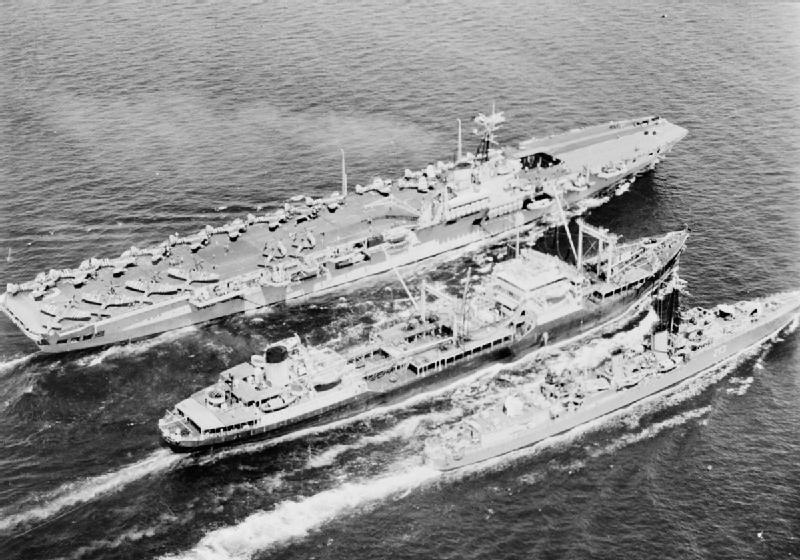
Chiếc RFA Wave Sovereign đang tiếp tế cho tàu sân bay và HMCS Nootka ngoài khơi Triều Tiên, 1952.

Con tàu quay trở về Halifax ngang qua Địa Trung Hải vào cuối năm 1952, trở thành chiếc tàu thứ hai của Hải quân Hoàng gia Canada đi vòng quanh thế giới, sau chiếc HMCS Quebec (C66). Nootka trải qua một đợt cải biến và hiện đại hóa khác vào năm 1953-1954, rồi tiếp nối các nhiệm vụ huấn luyện cùng Hạm đội Đại Tây Dương. Nó tham gia vào đợt huy động rộng rãi lực lượng Hải quân Hoàng gia Canada trong cuộc Khủng hoảng tên lửa Cuba vào năm 1962; Nootka được phân công một khu vực tuần tra mũi phía Bắc của Cuba trong cuộc khủng hoảng.
Vào mùa Hè năm 1963, Nootka tham gia cùng chiếc tàu chị em HMCS Haida (G63) cho một chuyến viếng thăm Ngũ đại hồ. Lượt bố trí cuối cùng của nó là trong một cuộc tập trận của khối NATO tại vùng biển quần đảo Bermuda vào mùa Thu năm 1963, nơi nó chịu đựng một hư hại cho lườn tàu đang khi cặp mạn lúc biển động mạnh. Nó được tạm thời tách ra và quay trở về Halifax để sửa chữa, nơi nó được cho xuất biên chế vào ngày 6 tháng 2 năm 1964. Chiếc tàu khu trục bị tháo dỡ tại Faslane, Scotland vào năm 1965.